# Daryl Holliday’s Cobra Enterprise
Daryl Holliday’s Cobra Enterprise war ein US-amerikanischer Hersteller von Automobilen.

## Unternehmensgeschichte
Das Unternehmen wurde 1984 in Commerce City in Colorado gegründet. Die Produktion von Automobilen begann. Der Markenname lautete Daryl Holliday. 2009 endete die Produktion.

## Fahrzeuge
Das einzige Modell war die Nachbildung des AC Cobra und ähnelte den Fahrzeugen von Arntz. Die vordere Radaufhängung stammte vom MG B und die hintere von Jaguar. Ein V8-Motor aus amerikanischer Fertigung trieb die Fahrzeuge an. Die offene Karosserie bot Platz für zwei Personen. Ein Händler bot im März 2017 ein solches Fahrzeug an.